# Товариство Іллі Чавчавадзе

## Становлення та розвиток
Названа на честь національного героя Грузії Іллі Чавчавадзе, група була створена в жовтні 1987 року після серії амністій для дисидентів у квітні того ж року в рамках  політики гласності СРСР .  Група спочатку складалася з інтелектуалів і включала представників різних політичних поглядів, єдиним спільним фактором яких була їхня опозиція до Радянського Союзу.  Це була підпільна інтелектуальна група і не була популярним рухом.  Виступала за передачу повноважень у межах Радянського Союзу існуючим республікам і перетворення у федерацію, де економічна та політична влада мала бути передана п’ятнадцяти республікам.  Співпрацювала з групами однодумців у Вірменії та Народним Рухом України, а в 1989 році брала участь у Міжнародному комітеті захисту політичних в'язнів у Єревані . 
Група була ослаблена в 1988 році, коли радикальні члени на чолі з Георгієм Чантурією, які хотіли  антиросійської незалежної Грузії, члена НАТО, розкололися та сформували Національну демократичну партію . Друга група, Товариство святого праведного Іллі, також розкололася, також виступала проти поміркованого підходу Товариства Іллі Чавчавадзе, яке на цьому етапі виступало за грузинське культурне відродження, але залишалося неоднозначним щодо незалежності.  Цю останню групу очолив Звіад Гамсахурдія .  Ці групи були основною рушійною силою масових демонстрацій за незалежність, що спалахнули на початку 1989 року, фактор, який послабив шанси Товариства отримати будь-яку масову підтримку. 
Напередодні спалаху грузино-осетинського конфлікту в 1989 році Товариство намагалося мінімізувати напруженість і навіть оприлюднило спільну заяву з Народним фронтом Південної Осетії (Адемон Нихас), який підтримав автономію Південної Осетії, спрямовану на те, щоб відвернути обидві сторони. від екстремізму.  Ініціатива не мала успіху. Група також була втягнута в грузинськко-абхазький конфлікт 1 квітня 1989 року, коли на автобус із членами Товариства напали абхазькі повстанці, в результаті чого було поранено десять осіб. , коли фактично створило місцевий осередок в Абхазії. 

## Політична партія
Організуючись як політична партія, вони брали участь у загальних виборах 1990 року як частина «Блоку Демократичної Грузії», разом з Республіканською партією Грузії та іншими незначними групами, включаючи Союз вільних демократів, Товариство Іване Джавахішвілі, Товариство Арчіла Джорджадзе, Демократичний народний фронт і Грузинське демографічне товариство.  Альянс отримав чотири місця зі 125.  Вони брали участь у загальних виборах 1992 року як незалежна одиниця і мали сім депутатів, обраних до парламенту.  Перед цими виборами робилися спроби сформувати коаліцію з іншими групами, хоча особистісні конфлікти призвели до того, що ініціативи провалилися. 
У середині 1990-х років Товариство стало асоціюватися з противниками запропонованих реформ до Конституції, викладених Едуардом Шеварднадзе . в результаті вони зблизилися з групами, які раніше вважалися правими, такими як Партія національної незалежності Грузії, Товариство Мераба Костава, Аграрна партія та Консервативно-монархічна партія. 
Вони брали участь у загальних виборах 1995 року, але, отримавши 0,73% голосів, не досягли 5%, необхідних для досягнення представництва в парламенті.  Вони також брали участь у президентських виборах того ж року, коли їхній кандидат Акакій Бакрадзе посів третє місце з 1,5% голосів, що стало переконливою перемогою Шеварнадзе. 

## Подальша діяльність
У середині 1990-х Товариство постраждало від того, що приєдналося до жорсткої націоналістичної групи. Це було частиною ширшої лінією дерадикалізації грузинської політики, яка вбачала спроби побудувати кращі відносини з Росією після війни в Абхазії(1992-1993), а також бажання налагодити  тісніші зв’язки з європейськими інституціями як альтернативу націоналістичній ізоляції. . 
Напередодні президентських виборів 2000 року вони стали асоціюватися з Центром свободи і незалежності Грузії, групою, яка виступала за бойкот виборів під керівництвом лідера Партії національної незалежності Іраклія Церетелі.  Також перекладається як Грузинський центр демократії та свободи, це був виборчий альянс 25 опозиційних партій, 14 з яких, зокрема Товариство Іллі Чавчавадзе, Партія національної незалежності, Трудова партія Грузії, Об’єднана республіканська партія та Зелені, підтримували бойкот виборів, оскільки вони стверджували, що дострокове голосування було неконституційним. 
Товариство не брали участь у виборах з 1995 року, хоча воно продовжує існувати в Тбілісі  і підтримує нерегулярну присутність у соціальних мережах. 